# Клауни, Ноа
Ноа Клауни (англ. Noah Clowney, род. 14 июля 2004, Спартанберг, Южная Каролина) — американский профессиональный баскетболист, выступающий за клуб НБА «Бруклин Нетс». Играет на позиции тяжёлого форварда.

## Профессиональная карьера

### Бруклин Нетс (2023-настоящее время)
«Бруклин Нетс» выбрали Клауни 21-м номером на драфте НБА 2023 года. 30 октября 2023 года «Нетс» отправили Клауни в свой фарм-клуб в Джи-Лиге, «Лонг-Айленд Нетс». Он сыграл в 15 играх, все в стартовом составе, в Showcase Cup, набирая в среднем 13,1 очков при 56,3% бросков, 8,5 подборов и 1,9 блок-шота за игру. Клауни был отправлен и отозван в «Лонг-Айленд Нетс» несколько раз в течение своего первого сезона. Клуани дебютировал в НБА 25 ноября 2023 года, сделав один подбор за 3 минуты игры в победной игре со счётом 112–97 против «Майами Хит». 27 декабря 2023 года он сыграл свою вторую игру в НБА, набрав свои первые очки НБА. 3 апреля 2024 года Клауни набрал 22 очка, сделал 10 подборов и 1 результативную передачу, выйдя со скамейки запасных в матче против клуба «Индиана Пэйсерс», который завершился со счётом 115–111 в пользу «Нетс». Он реализовал 7 из 9 бросков с игры и 3 из 4 трёхочковых всего за 17 минут игрового времени. Несмотря на героические усилия, эта победа всё равно не позволила «Нетс» попасть в плей-офф, поскольку победа «Атланты Хокс» со счётом 121–113 над «Детройт Пистонс» сделала последнее место, дающее право играть в турнире плей-ин, недосягаемым. Он вышел в стартовом составе на последние 4 игры сезона за «Бруклин», первым из которых стало поражение со счётом 77–107 от «Сакраменто Кингз».

## Статистика

### Статистика в НБА
| Сезон                                                                                    | Команда | Регулярный сезон | Регулярный сезон | Регулярный сезон | Регулярный сезон | Регулярный сезон | Регулярный сезон | Регулярный сезон | Регулярный сезон | Регулярный сезон | Регулярный сезон | Регулярный сезон | Серия плей-офф | Серия плей-офф | Серия плей-офф | Серия плей-офф | Серия плей-офф | Серия плей-офф | Серия плей-офф | Серия плей-офф | Серия плей-офф | Серия плей-офф | Серия плей-офф |
| Сезон                                                                                    | Команда | GP               | GS               | MPG              | FG%              | 3P%              | FT%              | RPG              | APG              | SPG              | BPG              | PPG              | GP             | GS             | MPG            | FG%            | 3P%            | FT%            | RPG            | APG            | SPG            | BPG            | PPG            |
| ---------------------------------------------------------------------------------------- | ------- | ---------------- | ---------------- | ---------------- | ---------------- | ---------------- | ---------------- | ---------------- | ---------------- | ---------------- | ---------------- | ---------------- | -------------- | -------------- | -------------- | -------------- | -------------- | -------------- | -------------- | -------------- | -------------- | -------------- | -------------- |
| 2023/24                                                                                  | Бруклин | 23               | 4                | 16,1             | 53,8             | 36,4             | 70,0             | 3,5              | 0,8              | 0,3              | 0,7              | 5,8              | Не участвовал  | Не участвовал  | Не участвовал  | Не участвовал  | Не участвовал  | Не участвовал  | Не участвовал  | Не участвовал  | Не участвовал  | Не участвовал  | Не участвовал  |
| 2024/25                                                                                  | Бруклин | 46               | 20               | 22,7             | 35,8             | 33,3             | 83,8             | 3,9              | 0,9              | 0,5              | 0,5              | 9,1              | Не участвовал  | Не участвовал  | Не участвовал  | Не участвовал  | Не участвовал  | Не участвовал  | Не участвовал  | Не участвовал  | Не участвовал  | Не участвовал  | Не участвовал  |
|                                                                                          | Всего   | 69               | 24               | 20,5             | 39,4             | 33,7             | 80,0             | 3,8              | 0,8              | 0,5              | 0,5              | 8,0              | Не участвовал  | Не участвовал  | Не участвовал  | Не участвовал  | Не участвовал  | Не участвовал  | Не участвовал  | Не участвовал  | Не участвовал  | Не участвовал  | Не участвовал  |
| Наведите курсор мыши на аббревиатуры в заголовке таблицы, чтобы прочесть их расшифровку. |         |                  |                  |                  |                  |                  |                  |                  |                  |                  |                  |                  |                |                |                |                |                |                |                |                |                |                |                |

### Статистика в Джи-Лиге
| Сезон                                                                                    | Команда          | Регулярный сезон | Регулярный сезон | Регулярный сезон | Регулярный сезон | Регулярный сезон | Регулярный сезон | Регулярный сезон | Регулярный сезон | Регулярный сезон | Регулярный сезон | Регулярный сезон | Серия плей-офф | Серия плей-офф | Серия плей-офф | Серия плей-офф | Серия плей-офф | Серия плей-офф | Серия плей-офф | Серия плей-офф | Серия плей-офф | Серия плей-офф | Серия плей-офф |
| Сезон                                                                                    | Команда          | GP               | GS               | MPG              | FG%              | 3P%              | FT%              | RPG              | APG              | SPG              | BPG              | PPG              | GP             | GS             | MPG            | FG%            | 3P%            | FT%            | RPG            | APG            | SPG            | BPG            | PPG            |
| ---------------------------------------------------------------------------------------- | ---------------- | ---------------- | ---------------- | ---------------- | ---------------- | ---------------- | ---------------- | ---------------- | ---------------- | ---------------- | ---------------- | ---------------- | -------------- | -------------- | -------------- | -------------- | -------------- | -------------- | -------------- | -------------- | -------------- | -------------- | -------------- |
| 2023/24                                                                                  | Лонг-Айленд Нетс | 34               | 34               | 29,7             | 52,4             | 32,1             | 73,0             | 8,2              | 1,9              | 0,6              | 1,7              | 15,6             | Не участвовал  | Не участвовал  | Не участвовал  | Не участвовал  | Не участвовал  | Не участвовал  | Не участвовал  | Не участвовал  | Не участвовал  | Не участвовал  | Не участвовал  |
|                                                                                          | Всего            | 34               | 34               | 29,7             | 52,4             | 32,1             | 73,0             | 8,2              | 1,9              | 0,6              | 1,7              | 15,6             | Не участвовал  | Не участвовал  | Не участвовал  | Не участвовал  | Не участвовал  | Не участвовал  | Не участвовал  | Не участвовал  | Не участвовал  | Не участвовал  | Не участвовал  |
| Наведите курсор мыши на аббревиатуры в заголовке таблицы, чтобы прочесть их расшифровку. |                  |                  |                  |                  |                  |                  |                  |                  |                  |                  |                  |                  |                |                |                |                |                |                |                |                |                |                |                |

### Статистика в NCAA
| Сезон | Команда | Conf  | Class | GP | GS | MPG  | FG%  | 3P%  | FT%  | RPG | APG | SPG | BPG | PPG |
| --- | ------- | ----- | ----- | -- | -- | ---- | ---- | ---- | ---- | --- | --- | --- | --- | --- |
| 2022/23 | Алабама | SEC   | FR    | 36 | 36 | 25,4 | 48,6 | 28,3 | 64,9 | 7,9 | 0,8 | 0,6 | 0,9 | 9,8 |
| Всего | Всего   | Всего | Всего | 36 | 36 | 25,4 | 48,6 | 28,3 | 64,9 | 7,9 | 0,8 | 0,6 | 0,9 | 9,8 |
| Наведите курсор мыши на аббревиатуры в заголовке таблицы, чтобы прочесть их расшифровку Статистика приведена с сайта sports-reference.com |         |       |       |    |    |      |      |      |      |     |     |     |     |     |